# Tevita 'Unga
Tevita 'Unga (n. hacia 1824 - 18 de diciembre de 1879) fue el primer príncipe heredero y primer ministro de Tonga.

## Vida
Nació alrededor de 1824 de la unión entre Tu'i Ha'apai Tāufa'āhau y una de sus esposas secundarias, Kalolaine Fusimatalili. Su padre Tāufa'āhau más tarde se convirtió en el Rey Jorge Tupou I.
El 7 de agosto de 1831, Jorge Tupou I fue bautizado en la fe cristiana junto con 'Unga y su hermano. Le dieron el nombre de Tēvita o David. 
Tupou (su padre) después de contraer matrimonio con Sālote Lupepau'u bajo la fe cristiana, dejó a un lado a sus consortes secundarias y declaró ilegítimos a todos sus hijos, incluido 'Unga. Después de que su padre se mudara a Tongatapu, nombró a 'Unga como gobernador interino de Vava'u. 
Después de la muerte del hijo de la reina Sālote Lupepau'u, el príncipe Vuna Takitakimālohi en 1862, Jorge Tupou I quedó sin heredero al trono. Como resultado, 'Unga fue legitimado y nombrado príncipe heredero bajo los términos de la primera constitución escrita de Tonga el 4 de noviembre de 1875. 'Unga fue nombrado primer ministro de Tonga el 1 de enero de 1876, cargo que ocupó hasta su muerte. En vida, compuso las palabras para "Ko e fasi 'o e'i' o etu Tonga", que fue adoptado como el himno nacional de Tonga en 1874.
En noviembre de 1879, el reverendo Shirley Waldemar Baker lo acompañó hasta Auckland para recibir tratamiento médico. El príncipe había sufrido una grave dolencia hepática. El tratamiento no le pudo salvar y murió en Auckland el 18 de diciembre de 1879. Gracias a la influencia del reverendo Baker, los restos del príncipe heredero fueron trasladados en el buque de guerra alemán Nautilus el 20 de mayo de 1880. Su padre, Geroge Tupou I, viviría más tiempo sus nietos (los hijos de 'Unga) y sería sucedido por por su bisnieto Jorge Tupou II, el nieto materno de 'Unga.

## Matrimonio y descendencia

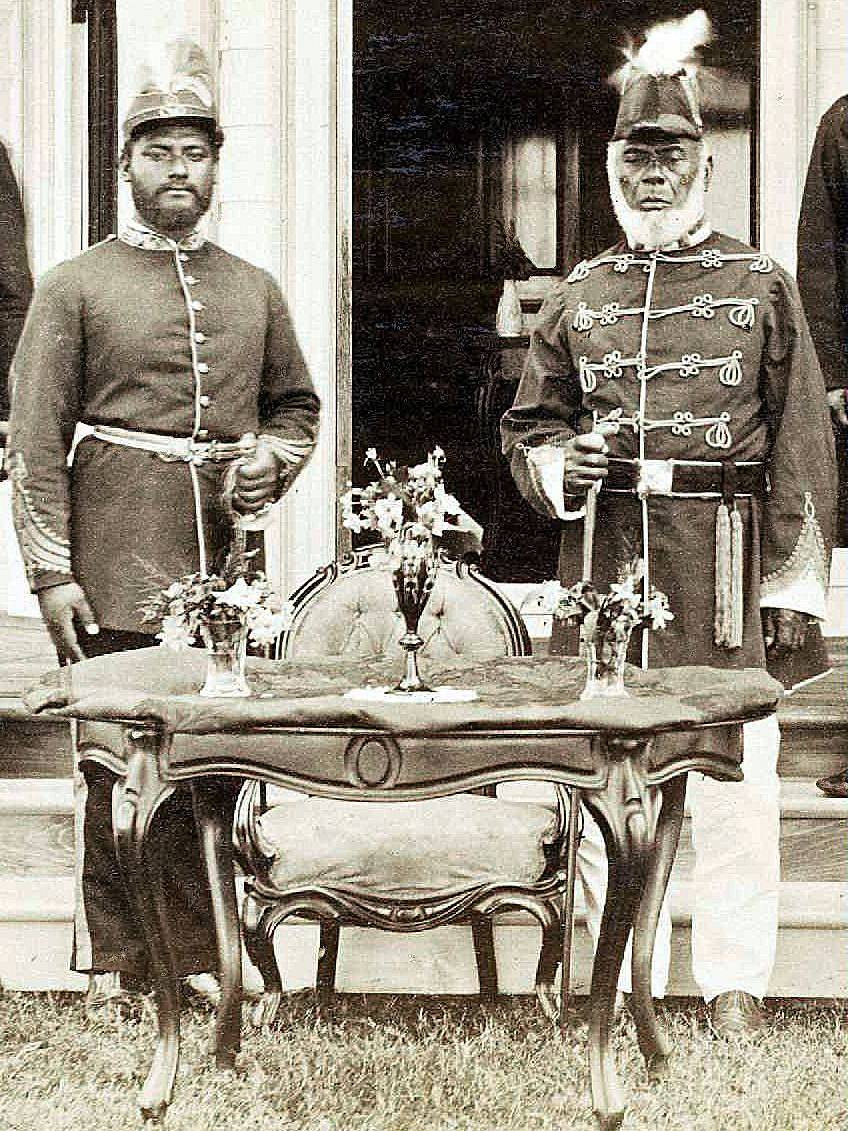
El hijo de Tevita 'Unga, el Príncipe Heredero 'Uelingatoni Ngū y el Rey Jorge Tupou I.

Su primera esposa fue Fifita Vava'u (1835-1860), segunda hija de Liufau, y Tu'i Ha'angana Ngata. De este matrimonio nacieron 3 hijos:
- Princesa ʻElisiva Fusipala Taukiʻonetuku (18 de mayo de  1850 – septiembre de 1889), se casó con su primo el príncipe Sia'osi Fatafehi Toutaitokotaha (1842-1912), el cuarto Tu'i Pelehake, nieto de Tupou I a través de su madre, la princesa Salote Pilolevu Mafileo. Tuvieron un hijo, el Príncipe Tāufa'āhau, el futuro Rey Jorge Tupou II.
- Príncipe heredero 'Uiliamu 'Uelingatoni Ngū Tupoumālohi (3 de agosto de 1854 - 11 de marzo de 1885), fue gobernador de Ha'apai y Vava'u de 1877 a 1885. Heredó el título de Príncipe Heredero por la muerte de su padre. He married Asupa Funaki (d. 1931).
- Príncipe Heredero Nalesoni Laifone (1859 - 6 de junio de 1889), fue el Príncipe Heredero desde 1885 hasta su muerte en 1889. Se casó con Luseane Anga'aefonu (1871-1941). Este matrimonio no tuvo hijos

Su segunda esposa fue Teisa Palu, hija de Mahe'uli'uli, primer Fangupo y su esposa Levave. No tuvieron hijos